# Sheffield United Football Club 2010-2011
Questa voce raccoglie le informazioni riguardanti lo Sheffield United Football Club nelle competizioni ufficiali della stagione 2010-2011.

## Rosa
| N. |                        | Ruolo | Calciatore        |
| -- | ---------------------- | ----- | ----------------- |
| 1  | Inghilterra (bandiera) | P     | Steve Simonsen    |
| 2  | Inghilterra (bandiera) | D     | Stephen Jordan    |
| 3  | Giamaica (bandiera)    | D     | Nyron Nosworthy   |
| 4  | Scozia (bandiera)      | C     | Nick Montgomery   |
| 5  | Inghilterra (bandiera) | D     | Chris Morgan      |
| 6  | Austria (bandiera)     | C     | Johannes Ertl     |
| 7  | Inghilterra (bandiera) | A     | Darius Henderson  |
| 8  | Inghilterra (bandiera) | C     | Leon Britton      |
| 9  | Galles (bandiera)      | A     | Ched Evans        |
| 10 | Malta (bandiera)       | A     | Daniel Bogdanović |
| 11 | Irlanda (bandiera)     | C     | Mark Yeates       |
| 12 | Francia (bandiera)     | D     | Jean Calvé        |
| 13 | Estonia (bandiera)     | P     | Mihkel Aksalu     |
| 14 | Giamaica (bandiera)    | C     | Lee Williamson    |
| 15 | Inghilterra (bandiera) | C     | Ryan France       |

| N. |                             | Ruolo | Calciatore         |
| -- | --------------------------- | ----- | ------------------ |
| 16 | Inghilterra (bandiera)      | D     | Andy Taylor        |
| 17 | Inghilterra (bandiera)      | A     | Richard Cresswell  |
| 18 | Irlanda del Nord (bandiera) | A     | Jamie Ward         |
| 19 | Norvegia (bandiera)         | A     | Erik Tønne         |
| 22 | Inghilterra (bandiera)      | D     | Rob Kozluk         |
| 23 | Inghilterra (bandiera)      | D     | Kyle Bartley       |
| 28 | Irlanda (bandiera)          | C     | Stephen Quinn      |
| 29 | Inghilterra (bandiera)      | P     | Richard Wright     |
| 30 | Inghilterra (bandiera)      | C     | Kingsley James     |
| 31 | Inghilterra (bandiera)      | A     | Jordan Chapell     |
| 33 | Argentina (bandiera)        | D     | Elian Parrino      |
| 34 | Inghilterra (bandiera)      | D     | Matthew Lowton     |
| 35 | Inghilterra (bandiera)      | A     | Jordan Slew        |
| 39 | Inghilterra (bandiera)      | P     | Paul Crichton      |
| 43 | Norvegia (bandiera)         | C     | Kristoffer Løkberg |